# Никольский, Константин Владимирович
Константин Владимирович Никольский (1869—1919) — русский военный деятель, генерал-майор (1915). Герой Первой мировой войны.

## Биография
В службу вступил в 1887 году после окончания Первого кадетского корпуса. С 1888 года после окончания Павловского военного училища произведён в подпоручики и выпущен в Павловский лейб-гвардии полк. В 1893 году произведён в поручики гвардии, в 1900 году — в штабс-капитаны.
С 1901 года после окончания Николаевской академии Генерального штаба по I разряду произведён в капитаны гвардии. С 1904 года назначен младшим офицером Пажеского Его Величества корпуса. В 1908 году произведён в полковники.

С 1913 года назначен командиром 19-го Костромского пехотного полка, с 1914 года вместе со своим полком участвовал в Первой мировой войне. 9 марта 1915 года «за храбрость» был награждён Георгиевским оружием: 
За то, что в течение боев 25 - 30 августа 1914 года, под городом Томашевым, командуя полком, входившим в состав левого боевого участка дивизии, лично руководя боем, овладел важнейшим участком противника на Майданском массиве
В 1915 году «за отличие» произведён в генерал-майоры и назначен командиром 1-й бригады 5-й пехотной дивизии. 9 июля 1916 года «за храбрость» был награждён орденом Святого Георгия 4-й степени.
С 1917 года назначался командующим 176-й пехотной дивизией и 2-й Кавказской гренадёрской дивизией. 28 апреля 1917 года назначен в резерв чинов при штабе Киевского военного округа.
Убит 3 августа 1919 года, похоронен в с.Германовка Киевского уезда.

## Награды
- Орден Святого Станислава 2-й степени (1908)
- Орден Святой Анны 2-й степени (1912; Мечи к ордену — ВП 13.03.1916)
- Орден Святого Владимира 3-й степени с мечами (ВП 03.01.1915)
- Орден Святого Владимира 4-й степени с мечами и бантом (ВП 27.02.1915)
- Георгиевское оружие (ВП 09.03.1915)
- Орден Святого Станислава 1-й степени с мечами (ВП 22.10.1915)
- Орден Святого Георгия 4-й степени (ВП 09.07.1916)
- Орден Святой Анны 1-й степени с мечами (ВП 19.04.1916)
- Орден Святого Владимира 2-й степени с мечами (ВП 6.11.1916)